# Ronda 3 de 2008 da Superleague Fórmula
A ronda em Zolder foi a terceira do campeonato Superleague Fórmula em 2008. Na primeira corrida venceu o Liverpool F.C., com o seu carro pilotado pelo espanhol Adrián Vallés, e na 2ª corrida o Beijing Guoan, com o italiano Davide Rigon ao volante.

## Resultados[1]

### Qualificação

#### Grupo A
| Pos. | Clube                                       | Equipa de Automobilismo | Piloto           | Tempo    |
| ---- | ------------------------------------------- | ----------------------- | ---------------- | -------- |
| 1    | Equipa da Superleague Fórmula da A.C. Milan | Scuderia Playteam       | Robert Doornbos  | 1:17.309 |
| 2    | Sevilla FC                                  | GTA Motor Competicion   | Borja García     | 1:17.383 |
| 3    | Liverpool F.C.                              | Hitech Junior Team      | Adrián Vallés    | 1:17.587 |
| 4    | Borussia Dortmund                           | Zakspeed                | Paul Meijer      | 1:17.733 |
| 5    | FC Basel                                    | GU-Racing International | Max Wissel       | 1:17.798 |
| 6    | Rangers F.C.                                | Alan Docking Racing     | Ryan Dalziel     | 1:17.839 |
| 7    | A.S. Roma                                   | FMS International       | Enrico Toccacelo | 1:17.949 |
| 8    | Olympiacos CFP                              | GU-Racing International | Kasper Andersen  | 1:18.812 |
| 9    | PSV Eindhoven                               | Azerti Motorsport       | Yelmer Buurman   | 1:19.285 |

#### Grupo B
| Pos. | Clube                  | Equipa de Automobilismo | Piloto                | Tempo    |
| ---- | ---------------------- | ----------------------- | --------------------- | -------- |
| 1    | Atlético de Madrid     | EuroInternational       | Andy Soucek           | 1:16.969 |
| 2    | F.C. Porto             | Alan Docking Racing     | Tristan Gommendy      | 1:17.341 |
| 3    | Beijing Guoan          | Zakspeed                | Davide Rigon          | 1:18.131 |
| 4    | R.S.C. Anderlecht      | Team Astromega          | Craig Dolby           | 1:18.313 |
| 5    | Tottenham Hotspur F.C. | GTA Motor Competicion   | Duncan Tappy          | 1:18.389 |
| 6    | Galatasaray S.K.       | Scuderia Playteam       | Alessandro Pier Guidi | 1:18.563 |
| 7    | CR Flamengo            | Team Astromega          | Tuka Rocha            | 1:18.981 |
| 8    | SC Corinthians         | EuroInternational       | Antônio Pizzonia      | 1:19.017 |
| 9    | Al Ain FC              | Azerti Motorsport       | Bertrand Baguette     | 1:19.115 |

#### Quadro de Eliminatórias
|  | Quartas de final                                 | Quartas de final                                |                                               |           | Semifinais | Semifinais |  |  | Final | Final |
|  |                                                  |                                                 |                                               |           |            |            |  |  |       |       |
|  | A1-B4                                            |                                                 |                                               |           |            |            |  |  |       |       |
|  |                                                  |                                                 |                                               |           |            |            |  |  |       |       |
|  | A.C. Milan Robert Doornbos Scuderia Playteam     | 1:18.169                                        |                                               |           |            |            |  |  |       |       |
|  | A.C. Milan Robert Doornbos Scuderia Playteam     | 1:18.169                                        | B4-A3                                         |           |            |            |  |  |       |       |
|  | R.S.C. Anderlecht Craig Dolby Team Astromega     | 1:17.296                                        |                                               |           |            |            |  |  |       |       |
|  | R.S.C. Anderlecht Craig Dolby Team Astromega     | 1:17.296                                        | R.S.C. Anderlecht Craig Dolby Team Astromega  | 1:17.191  |            |            |  |  |       |       |
|  | A3-B2                                            |                                                 | R.S.C. Anderlecht Craig Dolby Team Astromega  | 1:17.191  |            |            |  |  |       |       |
|  |                                                  | Liverpool F.C. Adrián Vallés Hitech Junior Team | 1:19.006                                      |           |            |            |  |  |       |       |
|  | Liverpool F.C. Adrián Vallés Hitech Junior Team  | Liverpool F.C. Adrián Vallés Hitech Junior Team | 1:19.006                                      | 1:17.418  |            |            |  |  |       |       |
|  | Liverpool F.C. Adrián Vallés Hitech Junior Team  |                                                 | B4-A4                                         | 1:17.418  |            |            |  |  |       |       |
|  | F.C. Porto Tristan Gommendy Alan Docking Racing  | 1:18.657                                        |                                               |           |            |            |  |  |       |       |
|  | F.C. Porto Tristan Gommendy Alan Docking Racing  | 1:18.657                                        | R.S.C. Anderlecht Craig Dolby Team Astromega  | sem tempo |            |            |  |  |       |       |
|  | A2-B3                                            |                                                 | R.S.C. Anderlecht Craig Dolby Team Astromega  | sem tempo |            |            |  |  |       |       |
|  |                                                  | Borussia Dortmund Paul Meijer Zakspeed          | 1:20.826                                      |           |            |            |  |  |       |       |
|  | Sevilla FC Borja García GTA Motor Competicion    | Borussia Dortmund Paul Meijer Zakspeed          | 1:20.826                                      | 1:17.104  |            |            |  |  |       |       |
|  | Sevilla FC Borja García GTA Motor Competicion    | A2-A4                                           |                                               | 1:17.104  |            |            |  |  |       |       |
|  | Beijing Guoan Davide Rigon Zakspeed              | 1:17.901                                        |                                               |           |            |            |  |  |       |       |
|  | Beijing Guoan Davide Rigon Zakspeed              | 1:17.901                                        | Sevilla FC Borja García GTA Motor Competicion | 1:17.423  |            |            |  |  |       |       |
|  | A4-B1                                            |                                                 | Sevilla FC Borja García GTA Motor Competicion | 1:17.423  |            |            |  |  |       |       |
|  |                                                  | Borussia Dortmund Paul Meijer Zakspeed          | 1:17.223                                      |           |            |            |  |  |       |       |
|  | Borussia Dortmund Paul Meijer Zakspeed           | Borussia Dortmund Paul Meijer Zakspeed          | 1:17.223                                      | 1:17.418  |            |            |  |  |       |       |
|  | Borussia Dortmund Paul Meijer Zakspeed           |                                                 |                                               | 1:17.418  |            |            |  |  |       |       |
|  | Atlético de Madrid Andy Soucek EuroInternational | 1:17.772                                        |                                               |           |            |            |  |  |       |       |
|  | Atlético de Madrid Andy Soucek EuroInternational | 1:17.772                                        |                                               |           |            |            |  |  |       |       |

### Corrida 1

#### Grelha de Partida
| Pos. | Clube                  | Equipa de Automobilismo | Piloto                | Tempo     |
| ---- | ---------------------- | ----------------------- | --------------------- | --------- |
| 1    | Borussia Dortmund      | Zakspeed                | Paul Meijer           | 1:20.826  |
| 2    | R.S.C. Anderlecht      | Team Astromega          | Craig Dolby           | sem tempo |
| 3    | Liverpool F.C.         | Hitech Junior Team      | Adrián Vallés         | 1:19.006  |
| 4    | Sevilla FC             | GTA Motor Competicion   | Borja Garcia          | 1:17.423  |
| 5    | Beijing Guoan          | Zakspeed                | Davide Rigon          | 1:17.901  |
| 6    | F.C. Porto             | Alan Docking Racing     | Tristan Gommendy      | 1:18.657  |
| 7    | A.C. Milan             | Scuderia Playteam       | Robert Doornbos       | 1:18.169  |
| 8    | Atlético de Madrid     | EuroInternational       | Andy Soucek           | 1:17.772  |
| 9    | Tottenham Hotspur F.C. | GTA Motor Competicion   | Duncan Tappy          | 1:18.389  |
| 10   | FC Basel               | GU-Racing International | Max Wissel            | 1:17.798  |
| 11   | Galatasaray S.K.       | Scuderia Playteam       | Alessandro Pier Guidi | 1:18.563  |
| 12   | Rangers F.C.           | Alan Docking Racing     | Ryan Dalziel          | 1:17.839  |
| 13   | CR Flamengo            | Team Astromega          | Tuka Rocha            | 1:18.981  |
| 14   | A.S. Roma              | FMS International       | Enrico Toccacelo      | 1:17.949  |
| 15   | SC Corinthians         | EuroInternational       | Antônio Pizzonia      | 1:19.017  |
| 16   | Olympiacos CFP         | GU-Racing International | Kasper Andersen       | 1:18.812  |
| 17   | Al Ain FC              | Azerti Motorsport       | Bertrand Baguette     | 1:19.115  |
| 18   | PSV Eindhoven          | Azerti Motorsport       | Yelmer Buurman        | 1:19.285  |

| Cor | Significado                      |
| --- | -------------------------------- |
|     | Disputa pela pole                |
|     | Eliminados nas semi-finais       |
|     | Eliminados nos quartos-de-finais |
|     | Eliminados na 1ª fase            |

#### Classificação
| Pos                                                                      | Clube                  | Equipa de Automobilismo | Piloto                | Voltas | Tempo/Aband. | Grelha | Pts. |
| ------------------------------------------------------------------------ | ---------------------- | ----------------------- | --------------------- | ------ | ------------ | ------ | ---- |
| 1                                                                        | Liverpool F.C.         | Hitech Junior Team      | Adrián Vallés         | 24     | 45:51.628    | 3      | 50   |
| 2                                                                        | R.S.C. Anderlecht      | Team Astromega          | Craig Dolby           | 24     | +2.257       | 2      | 45   |
| 3                                                                        | Borussia Dortmund      | Zakspeed                | Paul Meijer           | 24     | +4.045       | 1      | 40   |
| 4                                                                        | FC Basel               | GU-Racing International | Max Wissel            | 24     | +5.928       | 10     | 36   |
| 5                                                                        | Atlético de Madrid     | EuroInternational       | Andy Soucek           | 24     | +8.201       | 8      | 32   |
| 6                                                                        | F.C. Porto             | Alan Docking Racing     | Tristan Gommendy      | 24     | +9.111       | 6      | 29   |
| 7                                                                        | PSV Eindhoven          | Azerti Motorsport       | Yelmer Buurman        | 24     | +11.435      | 18     | 26   |
| 8                                                                        | Rangers F.C.           | Alan Docking Racing     | Ryan Dalziel          | 24     | +11.601      | 12     | 23   |
| 9                                                                        | CR Flamengo            | Team Astromega          | Tuka Rocha            | 24     | +12.784      | 13     | 20   |
| 10                                                                       | SC Corinthians         | EuroInternational       | Antônio Pizzonia      | 24     | +13.650      | 15     | 18   |
| 11                                                                       | Al Ain FC              | Azerti Motorsport       | Bertrand Baguette     | 24     | +14.482      | 17     | 16   |
| 12                                                                       | Tottenham Hotspur F.C. | GTA Motor Competicion   | Duncan Tappy          | 23     | +1 Volta     | 9      | 14   |
| 13 (NA)                                                                  | A.S. Roma              | FMS International       | Enrico Toccacelo      | 18     | Pião         | 14     | 12   |
| 14 (NA)                                                                  | Galatasaray S.K.       | Scuderia Playteam       | Alessandro Pier Guidi | 18     | Pião         | 11     | 10   |
| 15 (NA)                                                                  | Olympiacos CFP         | GU-Racing International | Kasper Andersen       | 17     | Pião         | 16     | 8    |
| 16 (NA)                                                                  | Sevilla FC             | GTA Motor Competicion   | Borja García          | 3      | Acidente     | 4      | 7    |
| 17 (NA)                                                                  | Beijing Guoan          | Zakspeed                | Davide Rigon          | 1      | Acidente     | 5      | 6    |
| 18 (NA)                                                                  | A.C. Milan             | Scuderia Playteam       | Robert Doornbos       | 0      | Acidente     | 7      | 5    |
| Volta mais rápida: Liverpool F.C., Hitech Racing, Adrián Vallés 1:38.031 |                        |                         |                       |        |              |        |      |

Nota: NC: Não começou a corrida; NA: Não acabou a corrida

### Corrida 2
Nota: A grelha de partida para a Corrida 2 resulta da inversão total das posições finais da Corrida 1 (por exemplo: o último classificado da Corrida 1 parte de 1º na Corrida 2).
| Pos                                                                            | Clube                  | Equipa de Automobilismo | Piloto                | Voltas | Tempo/Aband. | Grelha | Pts. |
| ------------------------------------------------------------------------------ | ---------------------- | ----------------------- | --------------------- | ------ | ------------ | ------ | ---- |
| 1                                                                              | Beijing Guoan          | Zakspeed                | Davide Rigon          | 26     | 47:23.624    | 2      | 50   |
| 2                                                                              | Tottenham Hotspur F.C. | GTA Motor Competicion   | Duncan Tappy          | 26     | +23.436      | 7      | 45   |
| 3                                                                              | PSV Eindhoven          | Azerti Motorsport       | Yelmer Buurman        | 26     | +24.504      | 12     | 40   |
| 4                                                                              | A.C. Milan             | Scuderia Playteam       | Robert Doornbos       | 26     | +26.176      | 1      | 36   |
| 5                                                                              | FC Basel               | GU-Racing International | Max Wissel            | 26     | +29.097      | 15     | 32   |
| 6                                                                              | Liverpool F.C.         | Hitech Junior Team      | Adrián Vallés         | 26     | +31.260      | 18     | 29   |
| 7                                                                              | A.S. Roma              | FMS International       | Enrico Toccacelo      | 26     | +34.194      | 6      | 26   |
| 8                                                                              | Sevilla FC             | GTA Motor Competicion   | Borja García          | 26     | +34.270      | 3      | 23   |
| 9                                                                              | Olympiacos CFP         | GU-Racing International | Kasper Andersen       | 26     | +34.742      | 4      | 20   |
| 10                                                                             | Al Ain FC              | Azerti Motorsport       | Bertrand Baguette     | 26     | +50.926      | 8      | 18   |
| 11                                                                             | Borussia Dortmund      | Zakspeed                | Paul Meijer           | 26     | +50.948      | 16     | 16   |
| 12                                                                             | Galatasaray S.K.       | Scuderia Playteam       | Alessandro Pier Guidi | 26     | +51.286      | 5      | 14   |
| 13                                                                             | Atlético de Madrid     | EuroInternational       | Andy Soucek           | 26     | +55.993      | 14     | 12   |
| 14                                                                             | CR Flamengo            | Team Astromega          | Tuka Rocha            | 26     | +1:13.191    | 10     | 10   |
| 15                                                                             | F.C. Porto             | Alan Docking Racing     | Tristan Gommendy      | 26     | +1:21.368    | 13     | 8    |
| 16 (NA)                                                                        | R.S.C. Anderlecht      | Team Astromega          | Craig Dolby           | 18     | Transmissão  | 17     | 7    |
| 17 (NA)                                                                        | Rangers F.C.           | Alan Docking Racing     | Ryan Dalziel          | 1      | Suspensão    | 11     | 6    |
| 18 (NA)                                                                        | SC Corinthians         | EuroInternational       | Antônio Pizzonia      | 0      | Acidente     | 9      | 5    |
| Volta mais rápida: Atlético de Madrid, EuroInternational, Andy Soucek 1:37.370 |                        |                         |                       |        |              |        |      |

Nota: NC: Não começou a corrida; NA: Não acabou a corrida

## Tabela do campeonato após a corrida
Nota: Só as cinco primeiras posições estão incluídas na tabela.
| Pos | Clube | Equipa de Automobilismo | Piloto | Pontos |
| --- | ----- | ----------------------- | ------ | ------ |
| 1   |       |                         |        |        |
| 2   |       |                         |        |        |
| 3   |       |                         |        |        |
| 4   |       |                         |        |        |
| 5   |       |                         |        |        |

## Ver Também
- Zolder